# Makeleta Stephan
Makeleta Stephan (* 23. Mai 1978 als Makeleta Piukala in Tonga) ist eine ehemalige tongaische Skilangläuferin und die erste Sportlerin (sowie Sportler) aus Tonga, die in dieser Disziplin bei Nordischen Skiweltmeisterschaften startete.

## Sportlicher Werdegang
Makeleta Stephan ist studierte Theologin, lebt seit dem Jahr 2000 in Deutschland und wohnt seit Anfang der 2010er Jahre in Großstadelhofen, einem Ortsteil von Pfullendorf in Baden-Württemberg. Sportlich betätigte sie sich vor allem bei Halbmarathons.
In ihrem Heimatland, dem südpazifischen Inselstaat Königreich Tonga, wurde im Herbst 2014 auf Initiative von Prinzessin Salote Mafileò Pilolevu Tuita, der Tochter des ehemaligen Königs von Tonga Taufaʻahau Tupou IV. (1918–2006), die Royal Tonga Ski Federation gegründet. Diese wurde am 2. Oktober 2014 vom Ski-Weltverband anerkannt. Stephan wurde im November 2014 angesprochen, ob sie als erste tongaische Skilangläuferin an den Olympischen Winterspielen 2018 im südkoreanischen Pyeongchang teilnehmen wolle. Ein Talentsucher hatte ihre Teilnahme am München-Marathon am 12. Oktober 2014 wahrgenommen und den Kontakt gesucht.
Am 17. Januar 2015 begann Stephan unter der Anleitung eines örtlichen Trainers in Pfullendorf mit dem Training auf Langlaufskiern, um an den Nordischen Skiweltmeisterschaften teilzunehmen, die vom 18. Februar bis 1. März 2015 im schwedischen Falun stattfinden. Für ihre Teilnahme kündigte sie ihre Anstellung. Stephan, die einzige teilnehmende Athletin des Landes, trug bei der Eröffnungsfeier die nationale Fahne. Sie startete im Sprintrennen und belegte mit einem Rückstand von 7:29,78 Minuten auf die Siegerin den 94. und letzten Platz. Die Reise zu den Weltmeisterschaften in Falun finanzierte Stephan selbst, nur die Ausrüstung wurde ihr von einem Sponsor gestellt. Bei den Nordischen Skiweltmeisterschaften 2017 in Lahti startete sie erneut im Sprint. Dabei errang sie bei 107 Läuferinnen den 105. Platz. Dies war ihre letzte Teilnahme an einem internationalen Wettbewerb.
Nach eigenen Angaben will Makeleta Stephan mit ihrem sportlichen Engagement auch ihre Landsleute zu mehr Bewegung anspornen. In Tonga gelten rund 70 Prozent der Bevölkerung als fettleibig.

## Privates
Makeleta Stephan wurde in Tonga als zweitjüngstes Kind von neun Geschwistern geboren. Drei ihrer Geschwister leben in Tonga, die übrigen inzwischen in Australien. Stephan kam wegen eines Mannes nach Deutschland, mittlerweile lebt sie in einer neuen Partnerschaft. Bis zu ihrer WM-Teilnahme arbeitete sie im firmeneigenen Catering der Kramer-Werke in Pfullendorf.